# Герб комуни Арвіка
Герб комуни Арвіка (швед. Arvika kommunvapen) — символ шведської адміністративно-територіальної одиниці місцевого самоврядування комуни Арвіка.

## Історія
Арвіка набула міські права 1911 року. Герб міста отримав королівське затвердження 1918 року. 
Після адміністративно-територіальної реформи, проведеної в Швеції на початку 1970-х років, муніципальні герби стали використовуватися лишень комунами. Цей герб 1971 року був перебраний для нової комуни Арвіка.
Герб комуни офіційно зареєстровано 1974 року.

## Опис (блазон)
У синьому полі, всипаному срібними шестернями, спинається такий же кінь. 

## Зміст
Кінь символізує торгівлю, а шестерні означають промисловість.